# 池内博子
池内 博子（いけうち ひろこ、1950年4月8日 - ）は、元・KRY山口放送の専属パーソナリティで、元社員アナウンサー。

## 経歴
福岡県北九州市門司区出身。アナウンサーは子供の頃からの夢で、アナウンサーでは下重暁子、宇田川清江（共にNHK）に憧れていたという。梅光女学院大学を卒業後、1973年入社。
入社以後は主にラジオを中心に活躍し、ラジオ番組のパートナーは和尚（下松市閼伽井坊の住職三池孝尚）や、日本語を話すドイツ人（山口大学教授のマルク・レール）、団塊の世代のフォークシンガー、など個性豊かなキャラクターが多い。
2006年に井上雪彦が定年を目前にして急死した後は、KRY最年長アナウンサーとなり、アナウンス室のお母さん的存在として、勝津正男部長を支え、女性メンバーを引っ張った。
旅好きであり、KRYは番組連動の企画としてよく「アナウンサーと行く海外の旅」を行っているが、そのホスト役も亡き井上から引き継いだ。晩年担当した『たび旅ぐるめ・耳がジャンボ』も、それに絡んだものである。しかし、2010年4月で定年となったため、同年3月で全ての担当から外れたものの、長きにわたる貢献が評価され、定年退職後は専属パーソナリティとして、引き続きラジオに出演することになり、2011年より『おはようKRY』の水曜・木曜の担当となり、2015年3月で降板、2015年4月より同番組の戦後70周年企画（戦争や原爆の詩や手記の朗読など）に月1回のコーナー出演をしている。
パーソナリティーを勤めていた「土曜いい朝おはようワイド」の1996年3月2日放送分が第33回ギャラクシー賞ラジオ部門選奨受賞。
夫を1998年に亡くしたことをブログで明らかにしている。

## 過去の主な担当番組
メインで出演した番組のみを記載
テレビ
- 情報一番!カツ躍ワイド

ラジオ
- ジョイ・ジョイアフタヌーン
- 5-5ふるさと中国路（中国地方ブロックネット）
- クラクラ&ひろこのDo Hot Wave(1994年4月) → Wヒロのスクールデイズ OH!（1995年4月～1998年）
- 土曜いい朝おはようワイド(1995年ころ～2001年)
- KRYニュースウェーブ6（2010年3月まで担当）
- たび旅ぐるめ・耳がジャンボ（2002年4月～2010年3月）
- 歌のない歌謡曲（1995年4月～1999年3月）
- おはようKRY（2011年4月～2015年3月）